# Sachgebiet (Organisation)
Ein Sachgebiet ist eine Organisationseinheit in der öffentlichen Verwaltung, aber auch in administrativen Arbeitsbereichen privatwirtschaftlicher und sozialer Institutionen, deren Mitarbeiter bestimmte Führungs- und Verwaltungsaufgaben sachbezogen erledigen.

## Allgemeines
Sachgebiete finden sich in Behörden (zum Beispiel Ämter, Anstalten des öffentlichen Rechts, Ministerien) oder innerhalb anderer Organisationen (zum Beispiel Parteien, Verbände, Vereine). Sachgebiete sind in der Regel die kleinste Organisationseinheit einer Behörde oder eines Führungs- und Verwaltungsbereichs in Großbetrieben  und häufig Teil eines übergeordneten Referats. Eine Ausnahme zu diesem Grundsatz gilt in den örtlichen Behörden der Bundesfinanzverwaltung. Dort bilden Sachgebiete in den Hauptzollämtern der allgemeinen Zollverwaltung und in den Zollfahndungsämtern des Zollfahndungsdienstes Organisationseinheiten, die der Behördenleitung unmittelbar nachgeordnet sind. Die nicht selten über hundert Angehörige fassenden Sachgebiete sind dort in Fachgebiete, und diese erforderlichenfalls in Arbeitsgebiete unterteilt.

## Organisation
Die Mitarbeiter des als Arbeitssystem organisierten Sachgebiets werden in der Regel von einem Sachgebietsleiter geführt, welcher fachliche Weisungsbefugnis gegenüber den Angehörigen seines Sachgebiets hat. Der Umfang des Direktionsrechts kann variieren, sodass der Sachgebietsleiter nur fachlich begrenztes Weisungsrecht und nicht die volle Funktion als Fachvorgesetzter hat. Im deutschen öffentlichen Dienst sind Sachgebietsleiter stets Beamte im höheren oder gehobenen Dienst oder vergleichbar eingruppierte Arbeitnehmer im öffentlichen Dienst.
Umfasst ein Sachgebiet mehrere Arbeitsgebiete (oder „Teams“), so sind diese die kleinsten Organisationseinheiten, der bestimmte, abgegrenzte Aufgaben zugewiesen sind. Mehrere Sachgebiete können einer Hauptsachgebietsleitung unterstehen.

## Aufgaben
Zu den wesentlichen Aufgaben der Sachgebietsleitung gehören insbesondere:
- Sie sorgt für eine einheitliche Rechtsanwendung im jeweiligen Sachgebiet, gibt die erforderlichen dienstlichen Weisungen sowie Bearbeitungs- und Entscheidungshilfen. Vorgänge von besonderer Bedeutung und sachlich oder rechtlich besonders schwierige Vorgänge soll sie selbst bearbeiten (Evokationsrecht).
- Sie wirkt darauf hin, dass die Beschäftigten ihres Sachgebiets nach ihrer Ausbildung, ihren persönlichen Fähigkeiten, ihrem Leistungsvermögen und entsprechend den sachlichen Bedürfnissen eingesetzt werden und gleichmäßig ausgelastet sind.
- Sie überwacht den Dienstbetrieb in ihrem Sachgebiet und wirkt auf angemessene Arbeitsbedingungen hin sowie die Einhaltung der Vorschriften über den Arbeitsschutz, die allgemeine Gleichbehandlung, den Mutterschutz, den Jugendarbeitsschutz, die Schwerbehindertenfürsorge, den Datenschutz und die Informationssicherheit.
- Sie nimmt sich der Aus- und Fortbildung der Beschäftigten ihres Sachgebiets an.
- Sie hält regelmäßig Dienst- und Fachbesprechungen ab und unterrichtet über Rechtsänderungen, Entwicklung der Rechtsprechung sowie Verwaltungsanordnungen.